# Ꝉ
Cette page contient des caractères spéciaux ou non latins. S’ils s’affichent mal (▯, ?, etc.), consultez la page d’aide Unicode.
Cet article concerne L rayé en haut. Pour L barré obliquement, voir Ł. Pour L rayé, voir Ƚ.
Ꝉ (minuscule ꝉ), appelé l à trait élevé, est une lettre latine supplémentaire utilisée comme abréviation au Moyen Âge. Elle est utilisée pour représenter el, ul, vel en latin, nó en irlandais, eða, el dans vel, œl dans mœlti, et al dans skal en vieux norrois. Elle est formée d'un l diacrité par une barre inscrite élevée dans la hampe.

## Utilisation
Au VIIIe siècle, ꝉ est utilisé pour vel en latin.

## Représentation informatique
Le L à trait élevé peut être représenté avec les caractères Unicode suivants (table latin étendu D depuis Unicode 5.1.0 de 2008) :
| formes    | représentations | chaînes de caractères | points de code | descriptions                            |
| --------- | --------------- | --------------------- | -------------- | --------------------------------------- |
| capitale  | Ꝉ               | Ꝉ                     | U+A748         | lettre majuscule latine l à trait élevé |
| minuscule | ꝉ               | ꝉ                     | U+A749         | lettre minuscule latine l à trait élevé |